# Monique Kavelaars
Monique Kavelaars (London, 20 marzo 1971) è una schermitrice canadese,sorella gemella dell'attrice Ingrid Kavelaars.

## Palmarès
In carriera ha conseguito i seguenti risultati:
- Giochi Panamericani:

Winnipeg 1999: argento nella spada a squadre.